# Summer World University Games 2025/Teilnehmer (Äthiopien)
| Gelbes Symbol für Goldmedaillen mit stilisierten Olympischen Ringen | Graues Symbol für Silbermedaillen mit stilisierten Olympischen Ringen | Braundes Symbol für Bronzemedaillen mit stilisierten Olympischen Ringen |
| ------------------------------------------------------------------- | --------------------------------------------------------------------- | ----------------------------------------------------------------------- |
| —                                                                   | —                                                                     | —                                                                       |

Äthiopien nahm an den Summer World University Games 2025 vom 16. bis zum 27. Juli mit 4 Athleten (2 pro Geschlecht) teil.

## Teilnehmer nach Sportarten

### Leichtathletik
| Männer - Kalayu Abrha (100 m) | Frauen - Dinkinesh Oche (5000 m) |

### Taekwondo
| Männer - Biruk Gebrekidan (Klasse bis 58 kg) | Frauen - Eldana Wonde (Klasse bis 53 kg) |